# 谢列布良卡河 (丘索瓦亚河支流)
謝列布良卡河是俄羅斯的河流，位於彼尔姆边疆区和斯維爾德洛夫斯克州，屬於丘索瓦亞河的右支流，河道全長147公里，流域面積約1,240平方公里，在每年11月開始結冰，直至翌年3月下旬至4月。